# Gran Premio del Giappone 1992
Il Gran Premio del Giappone 1992 si è svolto domenica 25 ottobre 1992 sul Circuito di Suzuka. Riccardo Patrese su Williams ha raggiunto per la sesta ed ultima volta in carriera il primo gradino del podio ed è stato seguito da Gerhard Berger su McLaren e da Martin Brundle su Benetton.

## Prima della gara
- La Ferrari appieda Ivan Capelli, sostituendolo con il collaudatore Nicola Larini.
- La March, in difficoltà economiche, appieda Wendlinger in favore di Lammers, che rientra così in Formula 1 a distanza di dieci anni dall'ultimo Gran Premio disputato.

## Qualifiche
La sessione di qualifiche del sabato è resa pressoché inutile dalla pioggia e la griglia è quindi formata in base ai tempi fatti segnare il venerdì. Mansell conquista la tredicesima pole position stagionale, davanti al compagno di squadra Patrese; seguono Senna, Berger, Schumacher, Herbert, Häkkinen, Comas, De Cesaris e Boutsen. In difficoltà le Ferrari, con Larini undicesimo e Alesi addirittura quindicesimo; male anche Brundle, colpito da un'intossicazione alimentare e solo tredicesimo.

### Classifica
| Pos | No | Pilota               | Costruttore                     | Tempo    | Distacco |
| --- | -- | -------------------- | ------------------------------- | -------- | -------- |
| 1   | 5  | Nigel Mansell        | Williams - Renault              | 1:37.360 |          |
| 2   | 6  | Riccardo Patrese     | Williams - Renault              | 1:38.219 | +0.859   |
| 3   | 1  | Ayrton Senna         | McLaren - Honda                 | 1:38.375 | +1.015   |
| 4   | 2  | Gerhard Berger       | McLaren - Honda                 | 1:40.296 | +2.936   |
| 5   | 19 | Michael Schumacher   | Benetton - Ford                 | 1:40.922 | +3.562   |
| 6   | 12 | Johnny Herbert       | Lotus - Ford                    | 1:41.030 | +3.670   |
| 7   | 11 | Mika Häkkinen        | Lotus - Ford                    | 1:41.415 | +4.055   |
| 8   | 26 | Érik Comas           | Ligier - Renault                | 1:42.187 | +4.827   |
| 9   | 4  | Andrea De Cesaris    | Tyrrell - Ilmor                 | 1:42.361 | +5.001   |
| 10  | 25 | Thierry Boutsen      | Ligier - Renault                | 1:42.428 | +5.068   |
| 11  | 28 | Nicola Larini        | Ferrari                         | 1:42.488 | +5.128   |
| 12  | 23 | Christian Fittipaldi | Minardi - Lamborghini           | 1:42.617 | +5.257   |
| 13  | 20 | Martin Brundle       | Benetton - Ford                 | 1:42.626 | +5.266   |
| 14  | 24 | Gianni Morbidelli    | Minardi - Lamborghini           | 1:42.627 | +5.267   |
| 15  | 27 | Jean Alesi           | Ferrari                         | 1:42.824 | +5.464   |
| 16  | 10 | Aguri Suzuki         | Footwork - Mugen-Honda          | 1:43.029 | +5.669   |
| 17  | 32 | Stefano Modena       | Jordan - Yamaha                 | 1:43.117 | +5.757   |
| 18  | 29 | Bertrand Gachot      | Venturi Larrousse - Lamborghini | 1:43.156 | +5.796   |
| 19  | 22 | Pierluigi Martini    | Scuderia Italia - Ferrari       | 1:43.251 | +5.891   |
| 20  | 30 | Ukyo Katayama        | Venturi Larrousse - Lamborghini | 1:43.488 | +6.128   |
| 21  | 3  | Olivier Grouillard   | Tyrrell - Ilmor                 | 1:43.941 | +6.581   |
| 22  | 21 | Jyrki Järvilehto     | Scuderia Italia - Ferrari       | 1:44.037 | +6.677   |
| 23  | 16 | Jan Lammers          | March - Ilmor                   | 1:44.075 | +6.715   |
| 24  | 9  | Michele Alboreto     | Footwork - Mugen-Honda          | 1:44.149 | +6.789   |
| 25  | 33 | Maurício Gugelmin    | Jordan - Yamaha                 | 1:44.253 | +6.893   |
| 26  | 17 | Emanuele Naspetti    | March - Ilmor                   | 1:47.303 | +9.943   |

## Gara
Al via Mansell mantiene il comando della corsa, guadagnando subito un gran vantaggio sul compagno di squadra Patrese. Dietro ai due piloti della Williams Senna si ritira quasi subito col motore in fumo, mentre Berger effettua un pit stop anticipato, lasciando così il terzo posto a Schumacher. Il tedesco si ritira dopo tredici giri, cedendo la posizione al sorprendente Herbert; tuttavia il pilota della Lotus deve abbandonare la gara appena due passaggi più tardi, tradito dal cambio della sua vettura. Dopo i cambi gomme Mansell mantiene la prima posizione, davanti a Patrese, Berger, Häkkinen, Brundle, Comas e De Cesaris; al 36º giro il pilota inglese rallenta improvvisamente, lasciando passare il compagno di squadra e cominciando poi a tallonarlo. Mansell si ritira però al 44º giro per problemi al motore, proprio nel momento in cui anche Häkkinen è costretto all'abbandono per lo stesso inconveniente; Patrese conquista così la testa della corsa, mantenendola fino alla fine e andando a vincere per la prima volta nella stagione, davanti a Berger, Brundle, De Cesaris, Alesi e Fittipaldi. Per Patrese fu la sesta e ultima vittoria in carriera per il pilota padovano.

### Classifica
| Pos      | N. | Pilota               | Costruttore/Motore              | Giri | Tempo/Ritiro               | Griglia | Punti |
| -------- | -- | -------------------- | ------------------------------- | ---- | -------------------------- | ------- | ----- |
| 1        | 6  | Riccardo Patrese     | Williams - Renault              | 53   | 1:33'09.533                | 2       | 10    |
| 2        | 2  | Gerhard Berger       | McLaren - Honda                 | 53   | +13.729                    | 4       | 6     |
| 3        | 20 | Martin Brundle       | Benetton - Ford                 | 53   | +1'15.503                  | 13      | 4     |
| 4        | 4  | Andrea De Cesaris    | Tyrrell - Ilmor                 | 52   | +1 giro                    | 9       | 3     |
| 5        | 27 | Jean Alesi           | Ferrari                         | 52   | +1 giro                    | 15      | 2     |
| 6        | 23 | Christian Fittipaldi | Minardi - Lamborghini           | 52   | +1 giro                    | 12      | 1     |
| 7        | 32 | Stefano Modena       | Jordan - Yamaha                 | 52   | +1 giro                    | 17      |       |
| 8        | 10 | Aguri Suzuki         | Footwork - Mugen-Honda          | 52   | +1 giro                    | 16      |       |
| 9        | 21 | Jyrki Järvilehto     | Scuderia Italia - Ferrari       | 52   | +1 giro                    | 22      |       |
| 10       | 22 | Pierluigi Martini    | Scuderia Italia - Ferrari       | 52   | +1 giro                    | 19      |       |
| 11       | 30 | Ukyo Katayama        | Venturi Larrousse - Lamborghini | 52   | +1 giro                    | 20      |       |
| 12       | 28 | Nicola Larini        | Ferrari                         | 52   | +1 giro                    | 11      |       |
| 13       | 17 | Emanuele Naspetti    | March - Ilmor                   | 51   | +2 giri                    | 26      |       |
| 14       | 24 | Gianni Morbidelli    | Minardi - Lamborghini           | 51   | +2 giri                    | 14      |       |
| 15       | 9  | Michele Alboreto     | Footwork - Mugen-Honda          | 51   | +2 giri                    | 24      |       |
| Ritirato | 5  | Nigel Mansell        | Williams - Renault              | 44   | Motore                     | 1       |       |
| Ritirato | 11 | Mika Häkkinen        | Lotus - Ford                    | 44   | Motore                     | 7       |       |
| Ritirato | 29 | Bertrand Gachot      | Venturi Larrousse - Lamborghini | 39   | Collisione con U. Katayama | 18      |       |
| Ritirato | 26 | Érik Comas           | Ligier - Renault                | 36   | Motore                     | 8       |       |
| Ritirato | 16 | Jan Lammers          | March - Ilmor                   | 27   | Frizione                   | 23      |       |
| Ritirato | 33 | Maurício Gugelmin    | Jordan - Yamaha                 | 22   | Testacoda                  | 25      |       |
| Ritirato | 12 | Johnny Herbert       | Lotus - Ford                    | 15   | Cambio                     | 6       |       |
| Ritirato | 19 | Michael Schumacher   | Benetton - Ford                 | 13   | Cambio                     | 5       |       |
| Ritirato | 3  | Olivier Grouillard   | Tyrrell - Ilmor                 | 6    | Testacoda                  | 21      |       |
| Ritirato | 25 | Thierry Boutsen      | Ligier - Renault                | 3    | Cambio                     | 10      |       |
| Ritirato | 1  | Ayrton Senna         | McLaren - Honda                 | 2    | Motore                     | 3       |       |

## Classifiche Mondiali

### Piloti
| Pos. | Pilota               | Punti |
| ---- | -------------------- | ----- |
| 1    | Nigel Mansell        | 108   |
| 2    | Riccardo Patrese     | 56    |
| 3    | Ayrton Senna         | 50    |
| 4    | Michael Schumacher   | 47    |
| 5    | Gerhard Berger       | 39    |
| 6    | Martin Brundle       | 34    |
| 7    | Jean Alesi           | 15    |
| 8    | Mika Häkkinen        | 11    |
| 9    | Andrea De Cesaris    | 8     |
| 10   | Michele Alboreto     | 6     |
| 11   | Érik Comas           | 4     |
| 12   | Karl Wendlinger      | 3     |
| 12   | Ivan Capelli         | 3     |
| 14   | Johnny Herbert       | 2     |
| 14   | Pierluigi Martini    | 2     |
| 16   | Bertrand Gachot      | 1     |
| 16   | Christian Fittipaldi | 1     |

### Costruttori
| Pos. | Team                            | Punti |
| ---- | ------------------------------- | ----- |
| 1    | Williams - Renault              | 164   |
| 2    | McLaren - Honda                 | 89    |
| 3    | Benetton - Ford                 | 81    |
| 4    | Ferrari                         | 18    |
| 5    | Lotus - Ford                    | 13    |
| 6    | Tyrrell - Ilmor                 | 8     |
| 7    | Footwork - Mugen-Honda          | 6     |
| 8    | Ligier - Renault                | 4     |
| 9    | March - Ilmor                   | 3     |
| 10   | Scuderia Italia - Ferrari       | 2     |
| 11   | Venturi Larrousse - Lamborghini | 1     |
| 11   | Minardi - Lamborghini           | 1     |